# 安德鲁·盖兹
安德鲁·巴里·卡森·盖兹（英語：Andrew Barry Casson Gaze，1965年7月24日—），澳大利亚职业篮球运动员，曾效力于美国NBA联盟。曾参加四次世界籃球錦標賽。在澳大利亞職業籃球聯賽中，七次獲得最佳球員稱號。1994年美國NBA華盛頓子彈隊隊員，1999年加盟聖安東尼奧馬刺隊拿過總冠軍戒指。2004年4月8日曾代表澳大利亞東部地區隊參加每年一度的“澳大利亞東西部全明星職業籃球賽”。